# Open 13 Provence 2024
Open 13 Provence 2024 — тенісний турнір, що проходив на кортах з твердим покриттям у місті Марсель, Франція з 5 до 11 лютого. Належав до категорії ATP 250.

## Фінальна частина

### Одиночний розряд
Юго Енбер —  Григор Димитров 6–4, 6–3

### Парний розряд
Томаш Махач /  Чжан Чжичжень —  Патрік Ніклас-Салмінен /  Еміль Русувуорі 6–3, 6–4